# Clasificación para el Campeonato Africano de Naciones de 2020
La Clasificación para el Campeonato Africano de Naciones de 2020 fue el torneo que determinaba a las selecciones clasificadas al Campeonato Africano de Naciones de 2020 a realizarse en Camerún.

## Equipos participantes
Nota: la siguiente información se basó en el sorteo que se realizó suponiendo que Etiopía era el anfitrión, pero luego fue reemplazado por Camerún. Los cambios en el proceso de clasificación no habían sido confirmados por la CAF.
Además de Etiopía, un total de 47 (de 53) equipos nacionales miembros de la CAF ingresaron a las rondas de clasificación, divididas en zonas según sus afiliaciones regionales. El sorteo de las rondas clasificatorias se realizó el 30 de enero de 2019 en la sede de la CAF en El Cairo, Egipto.
- La CAF descalificó a las selecciones de Yibuti y Gabón como consecuencia de su retiro del torneo clasificatorio para el CHAN 2018.

Las 47 selecciones fueron divididas según la zona geográfica a la que pertenezcan.
| Zona Norte (2 cupos)                  | Zona Oeste A (2 cupos)                                                       | Zona Oeste B (3 cupos)                                                    | Zona Central (3 cupos)                                                                                     | Zona Centro-Este (2 cupos) + Etiopía (Anfitrión)                                 | Zona Sur (3 cupos) |
| ------------------------------------- | ---------------------------------------------------------------------------- | ------------------------------------------------------------------------- | --- | -------------------------------------------------------------------------------- | --- |
| - Argelia - Túnez - Libia - Marruecos | - Cabo Verde - Guinea - Guinea-Bisáu - Liberia - Malí - Mauritania - Senegal | - Benín - Burkina Faso - Costa de Marfil - Ghana - Níger - Nigeria - Togo | - Camerún - República Centroafricana - Chad - Congo - RD Congo - Guinea Ecuatorial - Santo Tomé y Príncipe | - Burundi - Kenia - Ruanda - Somalia - Sudán - Sudán del Sur - Tanzania - Uganda | - Angola - Botsuana - Comoras - Suazilandia - Lesoto - Madagascar - Malaui - Mauricio - Mozambique - Namibia - Seychelles - Sudáfrica - Zambia - Zimbabue |
| Selecciones no participantes          |                                                                              |                                                                           | |                                                                                  | |
| - Egipto                              | - Gambia - Sierra Leona                                                      |                                                                           | - Gabón | - Yibuti - Eritrea                                                               | |

## Zona Norte
| Fechas                           | Local ida | Resultado global | Local vuelta | Ida   | Vuelta |
| -------------------------------- | --------- | ---------------- | ------------ | ----- | ------ |
| 21 de septiembre - 18 de octubre | Argelia   | 0 – 3            | Marruecos    | 0 - 0 | 0 - 3  |
| 21 de septiembre - 20 de octubre | Túnez     | 3 – 1            | Libia        | 1 - 0 | 2 - 1  |

| 21 de septiembre de 2019 | Argelia | 0:0     | Marruecos | Stade Mustapha Tchaker, Blida, |                          |
| 19:45                    |         | Reporte |           | Árbitro(s): Joshua Bondo       | Árbitro(s): Joshua Bondo |

| 18 de octubre de 2019 | Marruecos                                      | 3:0 (3:0) | Argelia | Estadio Municipal de Berkane, Berkane, |                             |
| 20:00                 | - Banoun 27' (pen.) - Ahaddad 32' - Nahiri 41' | Reporte   |         | Árbitro(s): Mahamadou Keita            | Árbitro(s): Mahamadou Keita |

| 21 de septiembre de 2019 | Túnez       | 1:0 (0:0) | Libia | Estadio Olímpico de Radès, Rades, |                             |
| 19:15                    | - Badri 55' | Reporte   |       | Árbitro(s): Abderrezak Arab       | Árbitro(s): Abderrezak Arab |

| 20 de octubre de 2019 | Libia              | 1:2 (0:1) | Túnez            | Stade Boubker Ammar, Salé (Marruecos), |                          |
| 17:00                 | - Moksi 70' (pen.) | Reporte   | - Badri 13', 89' | Árbitro(s): Maudo Jallow               | Árbitro(s): Maudo Jallow |

## Zona Oeste A

### Primera Fase
| Fechas                    | Local ida    | Resultado global | Local vuelta | Ida   | Vuelta |
| ------------------------- | ------------ | ---------------- | ------------ | ----- | ------ |
| 27 de julio - 4 de agosto | Guinea-Bisáu | 0 – 7            | Malí         | 0 – 4 | 0 – 3  |
| 27 de julio - 3 de agosto | Cabo Verde   | 1 – 2            | Mauritania   | 0 – 0 | 1 – 2  |
| 28 de julio - 3 de agosto | Liberia      | 1 – 3            | Senegal      | 1 – 0 | 0 – 3  |

| 27 de julio de 2019 | Guinea-Bisáu | 0:4 (0:2) | Malí                                     | Estádio Lino Correia, Bisáu, Guinea-Bisáu |                           |
| 16:30 (GMT±0)       |              | Reporte   | - 3', 38' Koné - 56' Samaké - 71' Doussé | Árbitro(s): Hassan Corneh                 | Árbitro(s): Hassan Corneh |

| 4 de agosto de 2019 | Malí                                  | 3:0 (2:0) | Guinea-Bisáu | Estadio Polideportivo Modibo Keïta, Bamako, Malí |                            |
| 16:00 (GMT±0)       | - Koffi 11' - Camara 29' - Traoré 89' | Reporte   |              | Árbitro(s): Bangaly Konate                       | Árbitro(s): Bangaly Konate |

| 27 de julio de 2019 | Cabo Verde | 0:0     | Mauritania | Estadio Nacional de Cabo Verde, Praia, Cabo Verde |                                      |
| 16:30 (GMT-1)       |            | Reporte |            | Árbitro(s): Bonifacio Julio da Silva              | Árbitro(s): Bonifacio Julio da Silva |

| 3 de agosto de 2019 | Mauritania      | 2:1 (1:0) | Cabo Verde     | Estadio Olímpico de Nuakchot, Nuakchot, Mauritania |                                         |
| 17:00 (GMT±0)       | - Touda 2', 68' | Reporte   | - 90' Papalelé | Árbitro(s): Adissa Abdul Raphiou Ligali            | Árbitro(s): Adissa Abdul Raphiou Ligali |

| 28 de julio de 2019 | Liberia       | 1:0 (0:0) | Senegal | Estadio Antoinette Tubman, Monrovia, Liberia |                                     |
| 16:00 (GMT±0)       | - Jackson 90' | Reporte   |         | Árbitro(s): Abdel Aziz Mohamed Bouh          | Árbitro(s): Abdel Aziz Mohamed Bouh |

| 3 de agosto de 2019 | Senegal                          | 3:0 (0:0) | Liberia | Estadio Léopold Sédar Senghor, Dakar, Senegal |                             |
| 17:00 (GMT±0)       | - Diouf 50' - Niang 73' - Ba 79' | Reporte   |         | Árbitro(s): Fabrício Duarte                   | Árbitro(s): Fabrício Duarte |

### Segunda Ronda
| Fechas           | Local ida  | Resultado global | Local vuelta | Ida   | Vuelta |
| ---------------- | ---------- | ---------------- | ------------ | ----- | ------ |
| 21 de septiembre | Mauritania | 0 – 2            | Malí         | 0 – 0 | 0 – 2  |
| 20 de octubre    | Senegal    | 1 – 1 (p. 1 – 3) | Guinea       | 1 – 0 | 0 – 1  |

| 21 de septiembre de 2019 | Mauritania | 0:0     | Malí | Stade Olympique, Nuakchot,  |                             |
|                          |            | Reporte |      | Árbitro(s): Slim Belkhaouas | Árbitro(s): Slim Belkhaouas |

| 20 de octubre de 2019 | Malí                          | 2:0 (1:0) | Mauritania | Stade Modibo Kéïta, Bamako, |                     |
|                       | - Coulibaly 42' - Sissoko 84' | Reporte   |            | Árbitro(s): Issa Sy         | Árbitro(s): Issa Sy |

| 21 de septiembre de 2019 | Senegal     | 1:0 (0:0) | Guinea | Stade Léopold Sédar Senghor, Dakar, |                         |
|                          | - Mbodj 86' | Reporte   |        | Árbitro(s): Jerry Yekeh             | Árbitro(s): Jerry Yekeh |

| 20 de octubre de 2019 | Guinea       | 1:0 (0:0) (3:1 p.) | Senegal | Stade du 28 Septembre, Conakri, |                           |
|                       | Bangoura 47' | Reporte            |         | Árbitro(s): Jean Ouattara       | Árbitro(s): Jean Ouattara |

## Zona Oeste B

### Primera Ronda
| Fechas                    | Local ida | Resultado global | Local vuelta | Ida   | Vuelta |
| ------------------------- | --------- | ---------------- | ------------ | ----- | ------ |
| 28 de julio - 4 de agosto | Benín     | 0 – 1            | Togo         | 0 – 0 | 0 – 1  |

| 28 de julio de 2019 | Benín | 0:0     | Togo | Estadio Charles de Gaulle, Porto Novo, Benín |                                    |
| 17:00 (GMT+1)       |       | Reporte |      | Árbitro(s): Ibrahim Kalilou Traoré           | Árbitro(s): Ibrahim Kalilou Traoré |

| 4 de agosto de 2019 | Togo          | 1:0 (0:0) | Benín | Estadio de Kégué, Lomé, Togo |                             |
| 17:00 (GMT±0)       | - Tchakei 73' | Reporte   |       | Árbitro(s): Boureima Sanogo  | Árbitro(s): Boureima Sanogo |

### Segunda Ronda
| Fechas                           | Local ida | Resultado global | Local vuelta    | Ida   | Vuelta |
| -------------------------------- | --------- | ---------------- | --------------- | ----- | ------ |
| 22 de septiembre - 19 de octubre | Togo      | 4 – 3            | Nigeria         | 4 – 1 | 0 – 2  |
| 22 de septiembre - 19 de octubre | Níger     | 2 – 1            | Costa de Marfil | 2 – 0 | 0 – 1  |
| 22 de septiembre - 20 de octubre | Ghana     | 0 – 1            | Burkina Faso    | 0 – 1 | 0 – 0  |

| 22 de septiembre de 2019 | Togo                                             | 4:1 (1:1) | Nigeria      | Stade de Kégué, Lomé,     |                           |
|                          | - Nane 16', 64' - Tchakei 73' (pen.) - Agoro 89' | Reporte   | - Sunusi 10' | Árbitro(s): Adissa Ligali | Árbitro(s): Adissa Ligali |

| 19 de octubre de 2019 | Nigeria         | 2:0 (1:0) | Togo | Agege Stadium, Lagos,                    |                                          |
|                       | - Alimi 9', 71' | Reporte   |      | Árbitro(s): Abdoulaye Rhissa Al-Mustapha | Árbitro(s): Abdoulaye Rhissa Al-Mustapha |

| 22 de septiembre de 2019 | Níger                             | 2:0 (1:0) | Costa de Marfil | Stade Général Seyni Kountché, Niamey, |                                |
|                          | - Halidou 43' - Aziz 90+6' (pen.) | Reporte   |                 | Árbitro(s): Adaari Abdul Latif        | Árbitro(s): Adaari Abdul Latif |

| 19 de octubre de 2019 | Costa de Marfil | 1:0 (1:0) | Níger | Stade Félix Houphouët-Boigny, Abiyán, |                           |
|                       | - Bedi 47'      | Reporte   |       | Árbitro(s): Jean Ouattara             | Árbitro(s): Jean Ouattara |

| 22 de septiembre de 2019 | Ghana | 0:1 (0:0) | Burkina Faso     | Baba Yara Stadium, Kumasi,           |                                      |
|                          |       | Reporte   | - Pogningo 90+4' | Árbitro(s): Kouassi Attisso Attiogbe | Árbitro(s): Kouassi Attisso Attiogbe |

| 20 de octubre de 2019 | Burkina Faso | 0:0     | Ghana | Stade du 4 Août, Uagadugú,     |                                |
|                       |              | Reporte |       | Árbitro(s): Joseph Odey Ogabor | Árbitro(s): Joseph Odey Ogabor |

## Zona Central
Sorteo original (antes de que Camerún fuera excluido):
Primera ronda:
- República Centroafricana vs Chad.

Segunda ronda:
- Ganador 1 vs RD Congo
- Santo Tomé y Príncipe vs Camerún
- Guinea Ecuatorial vs Congo.

### Primera Ronda
| Fechas                    | Local ida                | Resultado global | Local vuelta          | Ida   | Vuelta |
| ------------------------- | ------------------------ | ---------------- | --------------------- | ----- | ------ |
| 30 de julio - 2 de agosto | República Centroafricana | W.O.             | Santo Tomé y Príncipe | –     | –      |
| 28 de julio - 4 de agosto | Chad                     | 4 – 5            | Guinea Ecuatorial     | 3 – 3 | 1 – 2  |

| 30 de julio de 2019 | República Centroafricana | Cancelado | Santo Tomé y Príncipe | Complejo Deportivo Barthélemy Boganda, Bangui, República Centroafricana |                                |
| 15:00 (GMT+1)       |                          | Reporte   |                       | Árbitro(s): Diosdado Nzibi Nze                                          | Árbitro(s): Diosdado Nzibi Nze |

| 2 de agosto de 2019 | Santo Tomé y Príncipe | Cancelado | República Centroafricana |                                        |                                        |
|                     |                       | Reporte   |                          | Árbitro(s): Jean-Piere Nguiene Bissila | Árbitro(s): Jean-Piere Nguiene Bissila |

- República Centroafricana ganó en walkover después de que Santo Tomé y Príncipe se retiró.[5]

| 28 de julio de 2019 | Chad                                 | 3:3 (2:2) | Guinea Ecuatorial              | Estadio Polideportivo Idriss Mahamat Ouya, Yamena, Chad |                             |
| 15:30 (GMT+1)       | - Makine 17' - Adda 20' - Djimet 90' | Reporte   | - 3' Nlavo - 22' Oba - 82' Efa | Árbitro(s): André Kolissala                             | Árbitro(s): André Kolissala |

| 4 de agosto de 2019 | Guinea Ecuatorial      | 2:1 (1:0) | Chad       | Estadio de Malabo, Malabo, Guinea Ecuatorial |                                |
| 18:00 (GMT+1)       | - Obaha 1' - Nlavo 63' | Reporte   | - 54' Adda | Árbitro(s): Isidore Essono Nze               | Árbitro(s): Isidore Essono Nze |

### Segunda Ronda
| Fechas                           | Local ida                | Resultado global | Local vuelta                    | Ida   | Vuelta |
| -------------------------------- | ------------------------ | ---------------- | ------------------------------- | ----- | ------ |
| 22 de septiembre - 20 de octubre | República Centroafricana | 1 – 6            | República Democrática del Congo | 0 - 2 | 1 - 4  |
| 22 de septiembre - 20 de octubre | Guinea Ecuatorial        | 2 – 3            | Congo                           | 2 – 2 | 0 – 1  |

| 22 de septiembre de 2019 | República Centroafricana | 0:2 (0:1) | República Democrática del Congo | Barthélemy Boganda Stadium, Bangui,   |                                       |
|                          |                          | Reporte   | - Beya 26' - Muleka 85'         | Árbitro(s): Diosdado Nzibi Nze Angono | Árbitro(s): Diosdado Nzibi Nze Angono |

| 20 de octubre de 2019 | República Democrática del Congo           | 4:1     | República Centroafricana | Stade des Martyrs, Kinshasa,     |                                  |
|                       | - Beya 13', 42' - Kikasa 28' - Muleka 60' | Reporte | - Dimokoyen 70'          | Árbitro(s): Antoine Effa Essouma | Árbitro(s): Antoine Effa Essouma |

| 22 de septiembre de 2019 | Guinea Ecuatorial | 2:2 (2:1) | Congo                    | Estadio de Malabo, Malabo, |                  |
|                          | - Oba 11', 25'    | Reporte   | - Etou 29' - Mokombo 83' | Árbitro(s): [[]]           | Árbitro(s): [[]] |

| 20 de octubre de 2019 | Congo        | 1:0 (0:0) | Guinea Ecuatorial | Stade Alphonse Massemba-Débat, Brazzaville, |                          |
|                       | - Bakoua 84' | Reporte   |                   | Árbitro(s): Pierre Atcho                    | Árbitro(s): Pierre Atcho |

## Zona Centro-Este
Sorteo original (antes de que se incluyeran Etiopía y Yibuti):
Primera ronda:
- G1: Tanzania vs Sudán.
- G2: Kenia vs Burundi.
- G3: Sudán del Sur vs Uganda.
- G4: Somalia vs Ruanda.

Segunda ronda:
- Ganador 2 vs Ganador 1
- Ganador 4 vs Ganador 3

### Primera Ronda
| Fechas                    | Local ida | Resultado global | Local vuelta  | Ida   | Vuelta |
| ------------------------- | --------- | ---------------- | ------------- | ----- | ------ |
| 27 de julio - 4 de agosto | Burundi   | 4 – 1            | Sudán del Sur | 2 – 0 | 2 – 1  |
| 27 de julio - 3 de agosto | Somalia   | 2 – 7            | Uganda        | 1 – 3 | 1 – 4  |
| 26 de julio - 4 de agosto | Yibuti    | 3 – 5            | Etiopía       | 0 – 1 | 3 – 4  |
| 28 de julio - 4 de agosto | Tanzania  | 0 – 0 (p. 4 – 1) | Kenia         | 0 – 0 | 0 – 0  |

| 27 de julio de 2019 | Burundi                         | 2:0 (0:0) | Sudán del Sur | Estadio del Príncipe Louis Rwagasore, Buyumbura, Burundi |                                          |
| 15:00hs (GMT+2)     | - Dusabe 63' - Nshimirimana 82' | Reporte   |               | Árbitro(s): Emmanuel Alphonce Mwandembwa                 | Árbitro(s): Emmanuel Alphonce Mwandembwa |

| 4 de agosto de 2019 | Sudán del Sur | 1:2 (1:0) | Burundi                     | Phillip Omondi Stadium, Kampala, Uganda |                                     |
| 16:00hs (GMT+3)     | - Nyuar 1'    | Reporte   | - 67' Muselemu - 84' Dusabe | Árbitro(s): Saddam Houssein Mansour     | Árbitro(s): Saddam Houssein Mansour |

| 27 de julio de 2019 | Somalia      | 1:3 (0:1) | Uganda                                 | Estadio El Hadj Hassan Gouled, Yibuti, Yibuti |                           |
| 18:00hs (GMT+3)     | - Farhan 87' | Reporte   | - 45+3' Kaddu - 63' Kizza - 83' Lwanga | Árbitro(s): Belay Tadesse                     | Árbitro(s): Belay Tadesse |

| 3 de agosto de 2019 | Uganda                               | 4:1 (3:0) | Somalia    | Phillip Omondi Stadium, Kampala, Uganda |                                       |
| 16:00hs (GMT+3)     | - Kaddu 3', 44', 49' - Kyambadde 38' | Reporte   | - 89' Daud | Árbitro(s): Elsiddig Mohamed Eltreefe   | Árbitro(s): Elsiddig Mohamed Eltreefe |

| 26 de julio de 2019 | Yibuti | 0:1 (0:0) | Etiopía             | Estadio El Hadj Hassan Gouled, Yibuti, Yibuti |                                        |
| 18:00hs (GMT+3)     |        | Reporte   | - 63' (pen.) Tamene | Árbitro(s): Abdoul Karim Twagiramukiza        | Árbitro(s): Abdoul Karim Twagiramukiza |

| 4 de agosto de 2019 | Etiopía                                                  | 4:3 (2:1) | Yibuti                             | Estadio Dire Dawa, Dire Dawa, Etiopía |                                 |
| 16:00hs (GMT+3)     | - Gebremichael 26' - Bayeh 43' - Giday 48' - Tafesse 88' | Reporte   | - 40' Yusuf - 52' Fuad - 58' Mahdi | Árbitro(s): Hassan Mohamed Hagi       | Árbitro(s): Hassan Mohamed Hagi |

| 28 de julio de 2019 | Tanzania | 0:0     | Kenia | Estadio Nacional Benjamin Mkapa, Dar es-Salam, Tanzania |                                |
| 16:00hs (GMT+3)     |          | Reporte |       | Árbitro(s): Thierry Nkurunziza                          | Árbitro(s): Thierry Nkurunziza |

| 4 de agosto de 2019 | Kenia                        | 0:0 (1:4 p.)               | Tanzania                             | Centro Deportivo Internacional Moi, Nairobi, Kenia |                                 |
| 16:00hs (GMT+2)     |                              | Reporte                    |                                      | Árbitro(s): Brian Nsubuga Miiro                    | Árbitro(s): Brian Nsubuga Miiro |
|                     |                              | Tiros desde el punto penal |                                      |                                                    |                                 |
|                     | - Kibwage - Miheso - Onyango |                            | - Nyoni - Nyanganya - Kamagi - Hamis |                                                    |                                 |

### Segunda Ronda
| Fechas                           | Local ida    | Resultado global | Local vuelta | Ida   | Vuelta |
| -------------------------------- | ------------ | ---------------- | ------------ | ----- | ------ |
| 21 de septiembre - 19 de octubre | Burundi      | 0 – 6            | Uganda       | 0 – 3 | 0 – 3  |
| 22 de septiembre - 19 de octubre | Etiopía      | 1 – 2            | Ruanda       | 0 – 1 | 1 – 1  |
| 22 de septiembre - 18 de octubre | (v) Tanzania | 2 – 2            | Sudán        | 0 – 1 | 2 – 1  |

| 21 de septiembre de 2019 | Burundi | 0:3 (0:1) | Uganda                                    | Prince Louis Rwagasore Stadium, Buyumbura |                                   |
|                          |         | Reporte   | - 14' Ssekajugo - 83' Mutyaba - 88' Kizza | Árbitro(s): Souleiman Ahmed Djama         | Árbitro(s): Souleiman Ahmed Djama |

| 19 de octubre de 2019 | Uganda                                 | 3:0 (1:0) | Burundi | Phillip Omondi Stadium, Kampala |                                 |
|                       | - Bayo 5' - Ssekajugo 70' - Okello 83' | Reporte   |         | Árbitro(s): Hassan Mohamed Hagi | Árbitro(s): Hassan Mohamed Hagi |

| 22 de septiembre de 2019 | Etiopía | 0:1 (0:0) | Ruanda       | Tigray Stadium, Mekelle    |                            |
|                          |         | Reporte   | - 61' Sugira | Árbitro(s): Anthony Ogwayo | Árbitro(s): Anthony Ogwayo |

| 19 de octubre de 2019 | Ruanda       | 1:1 (0:0) | Etiopía       | Stade Régional Nyamirambo, Kigali, |                  |
|                       | - Sugira 83' | Reporte   | - 72' Tafesse | Árbitro(s): [[]]                   | Árbitro(s): [[]] |

| 22 de septiembre de 2019 | Tanzania | 0:1 (0:0) | Sudán         | National Stadium, Dar es Salaam |                           |
|                          |          | Reporte   | - 61' Mozamil | Árbitro(s): Belay Tadesse       | Árbitro(s): Belay Tadesse |

| 18 de octubre de 2019 | Sudán       | 1:2 (1:0) | Tanzania                  | Estadio Al Merreikh, Omdurmán                                  |                                                                |
|                       | - Kamal 31' | Reporte   | - 50' Nyoni - 80' Nchimbi | Asistencia: 25.000 espectadores Árbitro(s): Thierry Nkurunziza | Asistencia: 25.000 espectadores Árbitro(s): Thierry Nkurunziza |

## Zona Sur

### Primera Ronda
| Fechas                   | Local ida       | Resultado global | Local vuelta | Ida   | Vuelta |
| ------------------------ | --------------- | ---------------- | ------------ | ----- | ------ |
| 20 de abril - 11 de mayo | Botsuana        | 5 – 1            | Seychelles   | 2 – 0 | 3 – 1  |
| 20 de abril - 11 de mayo | (v) Suazilandia | 1 – 1            | Malaui       | 0 – 0 | 1 – 1  |

| 20 de abril de 2019 | Botsuana                  | 2:0     | Seychelles | Lobatse Stadium, Lobatse, Botsuana |                              |
|                     | - Ditlhokwe 58' - Boy 64' | Reporte |            | Árbitro(s): Ishmael Chizinga       | Árbitro(s): Ishmael Chizinga |

| 11 de mayo de 2019 | Seychelles     | 1:3 (0:0) | Botsuana                            | Estadio Linité, Victoria, Seychelles |                              |
|                    | - Dionnait 72' | Reporte   | - 54', 90+2' Setsile - 74' Mogorosi | Árbitro(s): Ganesh Chutooree         | Árbitro(s): Ganesh Chutooree |

| 20 de abril de 2019 | Suazilandia | 0:0     | Malaui | Centro Deportivo Mavuso, Manzini, Suazilandia |                         |
|                     |             | Reporte |        | Árbitro(s): Osiase Koto                       | Árbitro(s): Osiase Koto |

| 11 de mayo de 2019 | Malaui      | 1:1 (0:0) | Suazilandia   | Estadio Kamuzu, Blantyre, Malaui |                              |
|                    | - Mhone 58' | Reporte   | - 52' Gamedze | Árbitro(s): Brighton Chimene     | Árbitro(s): Brighton Chimene |

### Segunda Ronda
| Fechas                    | Local ida      | Resultado global | Local vuelta | Ida   | Vuelta |
| ------------------------- | -------------- | ---------------- | ------------ | ----- | ------ |
| 26 de julio - 3 de agosto | Botsuana       | 2 – 3            | Zambia       | 0 – 0 | 2 – 3  |
| 28 de julio - 3 de agosto | Suazilandia    | 1 – 1 (p. 5 – 4) | Angola       | 1 – 1 | 1 – 1  |
| 26 de julio - 4 de agosto | Comoras        | 0 – 2            | Namibia      | 0 – 2 | 0 – 0  |
| 28 de julio - 4 de agosto | (v) Madagascar | 3 – 3            | Mozambique   | 1 – 0 | 2 – 3  |
| 28 de julio - 4 de agosto | Lesoto         | 6 – 2            | Sudáfrica    | 3 – 2 | 3 – 0  |
| 29 de julio - 4 de agosto | Mauricio       | 1 – 7            | Zimbabue     | 0 – 4 | 1 – 3  |

| 26 de julio de 2019 | Botsuana | 0:0     | Zambia | Francistown Stadium, Francistown, Botsuana |                                      |
| 19:00hs (GMT+2)     |          | Reporte |        | Árbitro(s): Antonio Caluassi Dungula       | Árbitro(s): Antonio Caluassi Dungula |

| 3 de agosto de 2019 | Zambia                                        | 3:2 (2:2) | Botsuana                | Estadio Héroes Nacionales, Lusaka, Zambia |                           |
| 15:00hs (GMT+2)     | - Chabula 13' - Mubanga 45+2' - Musakanya 67' | Reporte   | - 10' Kebatho - 21' Boy | Árbitro(s): Celso Alvacao                 | Árbitro(s): Celso Alvacao |

| 28 de julio de 2019 | Suazilandia   | 1:1 (0:0) | Angola        | Centro Deportivo Mavuso, Manzini, Suazilandia |                              |
| 15:00hs (GMT+2)     | - Manguxi 50' | Reporte   | - 90' Sithole | Árbitro(s): Tirelo Mositwane                  | Árbitro(s): Tirelo Mositwane |

| 3 de agosto de 2019 | Angola                                                          | 1:1 (4:5 p.)               | Suazilandia                                                        | Estádio dos Coqueiros, Luanda, Angola |                                |
| 20:00hs (GMT+1)     | Caranga 34'                                                     | Reporte                    | Tsabedze 56'                                                       | Árbitro(s): Nehemia Shoovaleka        | Árbitro(s): Nehemia Shoovaleka |
|                     |                                                                 | Tiros desde el punto penal |                                                                    |                                       |                                |
|                     | - Caranga - Depaiza - Chico - Manguxi - Eddie - Coxe - Zé Panzo |                            | - Sithole - Dlamini - Shabangu - #4 - Mkhonta - Ndumiso - Vusumuzi |                                       |                                |

| 26 de julio de 2019 | Comoras | 0:2 (0:0) | Namibia             | Stade de Moroni, Moroni, Comoras |                               |
| 15:00hs (GMT+3)     |         | Reporte   | - 60', 80' Kambindu | Árbitro(s): Nelson Emile Fred    | Árbitro(s): Nelson Emile Fred |

| 4 de agosto de 2019 | Namibia | 0-0     | Comoras | Estadio Sam Nujoma, Katutura Central, Namibia |                              |
| 16:00hs (GMT+2)     |         | Reporte |         | Árbitro(s): Brighton Chimene                  | Árbitro(s): Brighton Chimene |

| 28 de julio de 2019 | Madagascar   | 1:0 (0:0) | Mozambique | Estadio Municipal de Mahamasina, Antananarivo, Madagascar |                                 |
| 14:30hs (GMT+3)     | - Arnaud 90' | Reporte   |            | Árbitro(s): Ali Mohamed Adelaid                           | Árbitro(s): Ali Mohamed Adelaid |

| 4 de agosto de 2019 | Mozambique                                  | 3-2     | Madagascar                              | Estadio do Zimpeto, Maputo, Mozambique |                              |
| 15:00hs (GMT+2)     | - António 4' - Maninho 35' - Miquissone 43' | Reporte | - Randianantenaina 50' - Manampisoa 56' | Árbitro(s): Ganesh Chutooree           | Árbitro(s): Ganesh Chutooree |

| 28 de julio de 2019 | Lesoto                                                | 3:2 (1:1) | Sudáfrica                       | Estadio Setsoto, Maseru, Lesoto |                              |
| 15:00hs (GMT+2)     | - Seturumane 5' - Ntaitsane 71' (pen.) - Fothoane 89' | Reporte   | - 45' (pen.) Malepe - 85' Phewa | Árbitro(s): Thulani Sibandze    | Árbitro(s): Thulani Sibandze |

| 4 de agosto de 2019 | Sudáfrica | 0-3     | Lesoto                               | Estadio Soccer City, Johannesburgo |                                  |
| 15:00hs (GMT+2)     |           | Reporte | - Thaba-Ntšo 49', 69' - Kalake 90+2' | Árbitro(s): Abdoul Ohabee Kanoso   | Árbitro(s): Abdoul Ohabee Kanoso |

| 29 de julio de 2019 | Mauricio | 0:4 (0:2) | Zimbabue                                     | Stade Auguste Vollaire, Flacq, Mauricio |                                    |
| 12:00hs (GMT+4)     |          | Reporte   | - 19' Masuku - 44', 87' Mavunga - 68' Tigere | Árbitro(s): Lebalang Martin Mokete      | Árbitro(s): Lebalang Martin Mokete |

| 4 de agosto de 2019 | Zimbabue             | 3-1     | Mauricio      | Estadio Barbourfields, Bulawayo, Zimbabue |                           |
| 15:00hs (GMT+2)     | - Dube 15', 67', 83' | Reporte | - Aristide 3' | Árbitro(s): Audrick Nkole                 | Árbitro(s): Audrick Nkole |

### Tercera Ronda
| Fechas                           | Local ida   | Resultado global | Local vuelta | Ida   | Vuelta |
| -------------------------------- | ----------- | ---------------- | ------------ | ----- | ------ |
| 22 de septiembre - 18 de octubre | Suazilandia | 2 – 3            | Zambia       | 0 – 1 | 2 – 2  |
| 22 de septiembre - 18 de octubre | Madagascar  | 1 – 2            | Namibia      | 1 – 0 | 0 – 2  |
| 22 de septiembre - 18 de octubre | Zimbabue    | 3 – 1            | Lesoto       | 3 – 1 | 0 – 0  |

| 22 de septiembre de 2019 | Suazilandia | 0:1 (0:0) | Zambia         | Centro Deportivo Mavuso, Manzini, |                                 |
|                          |             | Reporte   | - Shamende 80' | Árbitro(s): Dharamveer Hurbungs   | Árbitro(s): Dharamveer Hurbungs |

| 18 de octubre de 2019 | Zambia            | 2:2 (1:0) | Suazilandia                  | Estadio Héroes Nacionales, Lusaka, |                                |
|                       | - Chabula 5', 57' | Reporte   | - P. Dlamini 60' - Matse 78' | Árbitro(s): Nehemia Shoovaleka     | Árbitro(s): Nehemia Shoovaleka |

| 22 de septiembre de 2019 | Madagascar           | 1:0 (0:0) | Namibia | Estadio Municipal de Mahamasina, Antananarivo, |                             |
|                          | - Andrianirina 90+4' | Reporte   |         | Árbitro(s): Lebalang Mokete                    | Árbitro(s): Lebalang Mokete |

| 19 de octubre de 2019 | Namibia             | 2:0 (1:0) | Madagascar | Estadio Sam Nujoma, Windhoek, |                              |
|                       | - Kambindu 22', 59' | Reporte   |            | Árbitro(s): Thulani Sibandze  | Árbitro(s): Thulani Sibandze |

| 22 de septiembre de 2019 | Zimbabue                       | 3:1 (1:0) | Lesoto         | Estadio Nacional de Deportes, Harare, |                           |
|                          | - Dube 22', 60' - Taderera 84' | Reporte   | - Kalake 90+3' | Árbitro(s): Audrick Nkole             | Árbitro(s): Audrick Nkole |

| 20 de octubre de 2019 | Lesoto | 0:0     | Zimbabue | Estadio Setsoto, Maseru,         |                                  |
|                       |        | Reporte |          | Árbitro(s): Egbert Yvon Havelock | Árbitro(s): Egbert Yvon Havelock |

### Goleadores
| Jugador          | Selección                       | Goles |
| ---------------- | ------------------------------- | ----- |
| Patrick Kaddu    | Uganda                          | 4     |
| Prince Dube      | Zimbabue                        | 4     |
| Joël Beya        | República Democrática del Congo | 3     |
| Pedro Oba        | Guinea Ecuatorial               | 3     |
| Hlompho Kalake   | Lesoto                          | 3     |
| Moussa Koné      | Malí                            | 3     |
| Elmo Kambindu    | Namibia                         | 3     |
| Anice Badri      | Túnez                           | 3     |
| Emmanuel Chabula | Zambia                          | 3     |